# Аеродром Лавов
Међународни аеродром Данило Галицки Лавов (укр. Міжнародний аеропорт "Львів" імені Данила Галицького, рус. Междунаро́дный аэропо́рт «Львов» имени Даниила Галицкого) је међународни аеродром украјинског града Лавова, смештен свега 6 km од средишта града. То је за прилике Украјине велика ваздушна лука, која је 2019. године имала више од 2 милиона путника.
Лавовски аеродром је база за три авио-превозника: Међународне линије Украјине, Виз ер и ЛОТ пољске авио-линије.